# Manfred Engelschall
Manfred Engelschall (* 23. Oktober 1921 in Hamburg; † 10. August 2008) war ein deutscher Richter und Anwalt. Er gilt als Wegbereiter des deutschen Presserechts.

## Werdegang
Engelschall studierte Jura an den Universitäten Freiburg und Hamburg. In Freiburg wurde er Mitglied des Corps Suevia Freiburg. Seit 1948 war Engelschall Richter in Hamburg. 1952 unterbrach er seine Tätigkeit als Richter für ein Studium an der London School of Economics.
1967 wurde Engelschall am Landgericht Hamburg Vorsitzender Richter der Kammer 24. Es handelte sich um die erste Zivilkammer mit einer Spezialzuständigkeit für das Presserecht. Sie erlangte unter dem Titel Pressekammer bundesweite Bekanntheit.
1978 wurde Engelschall Vorsitzender Richter des 14. Senats am Hanseatischen Oberlandesgericht, wo er sich mit Verkehrsrecht befasste, und 1979 Vorsitzender des Beschwerdeausschusses des deutschen Presserates.
Nach seiner Pensionierung im Jahr 1988 war Engelschall zunächst als Berater der Kanzlei von Matthias Prinz in Hamburg tätig. 1991 stieg er dort schließlich als Seniorpartner ein, was er bis zu seinem Tod blieb. Die auf Presse- und Medienrecht spezialisierte Sozietät erhielt nach seinem Beitritt den Namen Prinz - Neidhardt - Engelschall. Engelschall starb im Jahr 2008 im Alter von 86 Jahren.

## Medienpräsenz
In seiner elfjährigen Tätigkeit als Vorsitzender der Pressekammer urteilte Eingelschall über die Klagen zahlreicher Personen des öffentlichen Lebens, die ihre Persönlichkeitsrechte durch Presseberichte in Frage gestellt sahen. Dazu gehörten Prominente wie Romy Schneider, Prinz Bernhard und Prinzessin Irene der Niederlande. Er entschied auch den mit bundesweiter Aufmerksamkeit verfolgten Prozess, den Alice Schwarzer und Inge Meysel gegen den Stern wegen sexistischer Titelblätter anstrengten. Engelschall wies die Klage zurück, da es keine gesetzliche Grundlage für eine Verurteilung gab, drückte aber sein Bedauern darüber aus.

## Privatleben
Manfred Engelschall war Vater dreier Kinder. Er setzte sich für soziale Belange ein. Er war ein ambitionierter Freizeit-Hochsee-Segler, der an Hochsee- und Transatlantikrennen teilnahm, und Obmann des Schlichtungsausschusses des Deutschen Segler-Verbandes.

## Werke
- Medienrecht im Wandel. Nomos Verlag, Baden-Baden 1996, ISBN 3-7890-4466-0.